# Tumpej
Tumpej je priimek več znanih Slovencev:
- Andrej Tumpej (1886—1973), rimskokatoliški duhovnik, urednik in organizator; pravični med narodi
- Božidar Tumpej (1929—2020), glasbenik fagotist, pedagog